# Cámpol
Cámpol es un despoblado de la provincia española de Huesca, en la comunidad autónoma de Aragón.

## Geografía
La localidad se encontraba situada al norte del río Ara, en el valle de Solana, por entonces una entidad territorial con ayuntamiento propio, a unos 1066 m de altitud sobre el nivel del mar. El lugar pertenece hoy día al término municipal de Fiscal, en la provincia de Huesca. La variante del topónimo Cámbol sería una «forma autóctona popular en aragonés».

## Historia
A mediados del siglo XIX, el lugar contaba con una población de 30 habitantes. Aparece descrito en el quinto volumen del Diccionario geográfico-estadístico-histórico de España y sus posesiones de Ultramar de Pascual Madoz de la siguiente manera: 

CAMPOL y SUS BARRIOS: l. en la prov. de Huesca (14 leg.), part. jud. de Boltaña (2 1/2), aud. terr. y c g. de Zaragoza (26), dióc. de Barbastro (12), es uno de los que componen el valle de Solana, á cuyo ayunt. que se halla en Semolne corresponde: sit. en terreno quebrado, disfruta sin embargo de buena ventilacion y clima saludable. Tiene 13 casas 6 en Campoly las 7 restantes en sus barrios de Puyuelo, en el que se encuentran 3, y dist. 3/4 de hora; Billamana y San Felices á 1/2 hora, y la casa de San Martin de Puitorans á igual dist.; en cada uno de estos puntos hay ademas una igl. y otra en Campol, de la que dependen aquellas; en esta reside la parr., que tiene ademas el anejo de la de Tiral; es su titular Sta. Marina, y se halla servida por un cura y un sacristán; el curato es de primera clase ó de entrada, y su presentacion corresponde al marques de Camarrosa; el cementerio ocupa un parage ventilado: los vec. del l. y sus barrios se surten para beber y demas usos domésticos, de las aguas de varias fuentes que brotan en el térm., el cual confronta por N. con el valle de Vio; por E. con el de Boltaña; por S. con los de Labelilla y Lacort y con el r. Ara, y por O. con los de Gere y Giral: el terreno es muy quebrado y de mala calidad; le atraviesan varios arroyos que solo llevan agua en tiempo de lluvias, y desaguan en el espresado r. Ara; tienen para su paso unos puntarrones ó palancas de madera, y fertilizan en varias épocas algunos huertecillos; el monte cria matorrales para leña, algunos quegigos y hayas y yerbas de pasto aunque con mucha escasez. Los caminos son locales y muy malos por causa del terreno. El correo se recibe por Boltaña, donde hay que ir á buscarlo por los interesados. prod.: trigo, avena, patatas y verduras, pero todo en muy poca cantidad, cria caza de perdices y algún ganado aunque en corto número. No se conoce ninguna clase de ind., y el comercio se reduce al cambio de alguna prod. por los art. que faltan. pobl.: 5 vec., 30 alm. contr.: 1,594 rs. 9 mrs.
(Madoz, 1846, p. 376)

En la actualidad se encuentra despoblado.